# Gerhard von Alvastra
Gerhard von Alvastra OCist (* nach 1100 in Utrecht; † 5. November 1193 in Clairvaux) war ein römisch-katholischer Ordenspriester und zweiter Abt des Klosters Alvastra, das in der historischen Provinz Östergötland liegt.

## Leben
Gerhard trat während der Abtszeit des Bernhard von Clairvaux als Novize in das Kloster Clairvaux ein und wurde 1143 als erste Mönchsgeneration nach Skandinavien entsandt. Bevor er 1153 zum zweiten Abt des Klosters Alvastra gewählt wurde, wirkte er ebenda als Cellerar und Prior. Gemäß den Berichten des Exordium Magnum, einer Schilderung über die Anfänge und Blütezeit des Zisterzienserordens, hatte Gerhard von Alvastras Mönchskolonie den Auftrag, den Völkern des Nordens das monastische Leben und die kulturellen Errungenschaften des Zisterzienserordens bekannt zu machen. Ihr Gründungsauftrag umfasste somit Bereiche des Klosterneubaus, der Urbarmachung und des benediktinischen Bildungswesens.
Gerhard von Alvastra kehrte 50 Jahre nach seiner Aussendung wieder in sein Mutterkloster Clairvaux zurück, nachdem er 40 Jahre als Abt in Schweden regiert hatte. Er starb am 5. November 1193 in Clairvaux und wurde neben Humbert von Igny, dem ersten Abt von Igny († 1148), bestattet, der ebenfalls seine letzten Tage in Clairvaux verbrachte. Beide Äbte sind Repräsentanten der nostalgia Claravallensis, des Heimwehs nach Clairvaux, die in Äbtebiograhien des frühen Zisterzienserordens immer wieder aufleuchtet.